# Operatie Petrov
Operatie Petrov was de codenaam van een anti-maffia-operatie uitgevoerd in de Italiaanse provincie Trapani op Sicilië. Operatie Petrov vond plaats op 24 maart 1994. 
Deze grootschalige politieactie was het werk van het provinciaal commando van de Carabinieri. Hiermee werd een netwerk van tientallen maffiosi in en rond de stad Trapani opgerold.

## Verloop

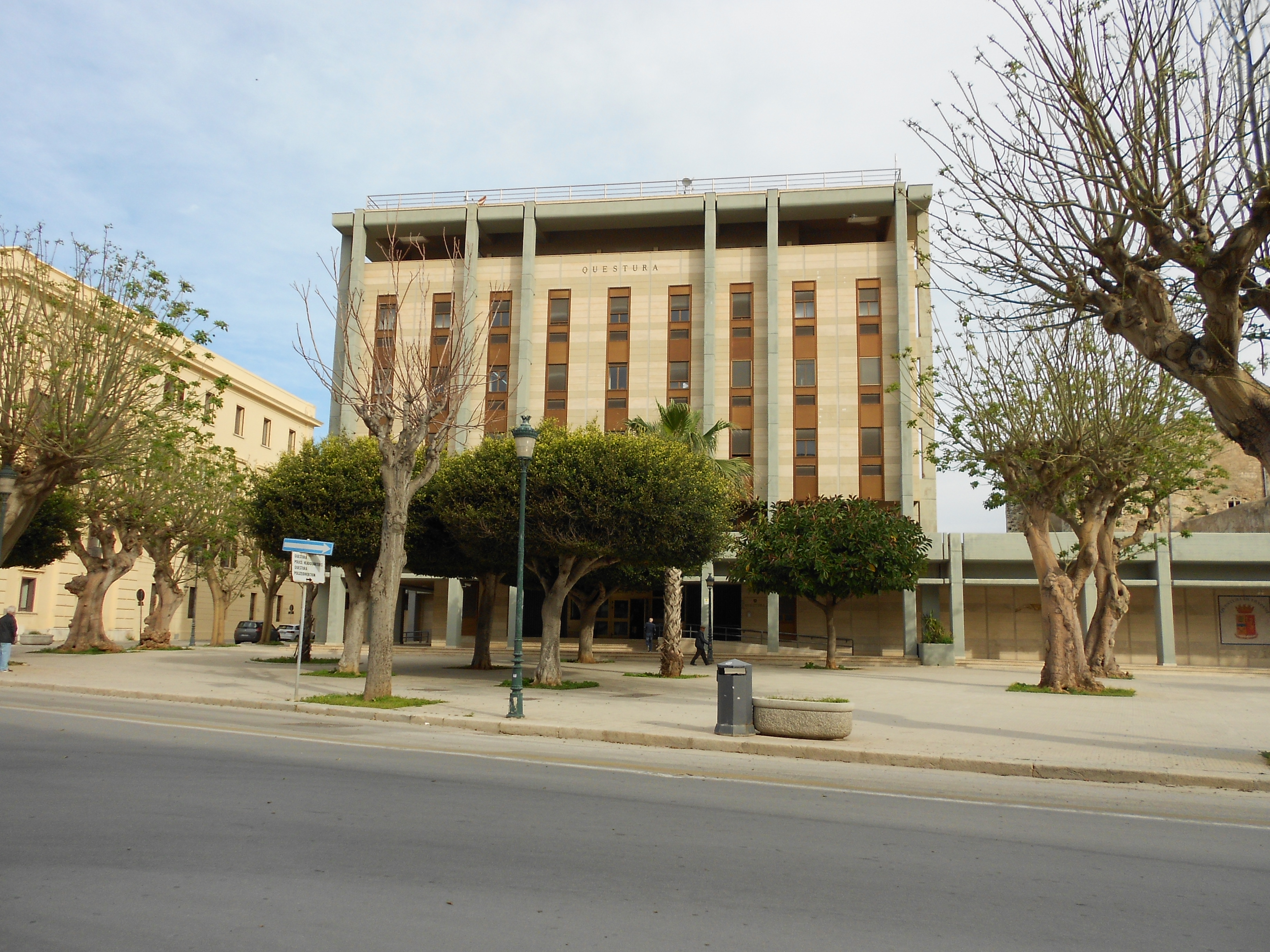
Gebouw der gerechtelijke politie van Trapani, Sicilië

In mei 1991 werd Pietro Scavuzzo opgepakt. Scavuzzo was een maffioso op Sicilië die behoorde tot de clan van het dorp Vita, een dorp nabij Trapani. In 1993 besloot hij samen te werken met justitie. Hij werd dus een pentito of spijtoptant. Dankzij zijn verklaringen konden de Carabinieri het ‘organigram’ opstellen van de maffia in de provincie Trapani. Het ging om maffiosi die al jarenlang onder de radar van het gerecht bleven met hun illegale activiteiten. 
Kapitein Elio Dell’Anna leidde de operatie Petrov genaamd in de nacht van 24 op 25 maart 1994. De naam ‘Petrov’ was een afgeleide van de voornaam van de pentito Pietro Scavuzzo. Politietroepen vielen terzelfdertijd op talrijke plaatsen binnen. Sommige maffiosi werden aangetroffen terwijl ze telefoneerden. Die nacht bedroeg het aantal gearresteerden 54; in de dagen nadien werden er nog eens vijf gearresteerd. Dit gaf een totaal van 59 maffiosi in de cel.
De hoofdofficier van justitie in Palermo had 74 aanhoudingsmandaten afgeleverd voor de politietroepen in Trapani. Onder de gearresteerden waren onder meer Francesco Messina Denaro, die al lang gezocht was, Niccolo Nicosia, een maffiabaas en Salvatore Miceli, die voor de politie de bijnaam had de kip met de gouden eieren. Er zaten ook lokale politici in de cel: gemeenteraadsleden en een oud-burgemeester uit Mazara del Vallo en een provincieraadslid. Dit gaf aan hoe verweven dit netwerk wel was met de lokale politiek.
Finaal konden 15 mannen niet gevonden worden, onder meer Vincenzo Virga; Virga was een tot dan onverdachte juwelier die verwant was met de Corleonesi. Magistraten in Trapani gingen ervan uit dat er bij justitie mollen werkzaam waren, zoals ze op een persconferentie teleurgesteld meldden.
Tijdens Operatie Petrov werden ook handelszaken geconfisqueerd, zoals de juwelierszaak van Virga.
Een maand na Operatie Petrov werd de zoon van maffiabaas Niccolo Nicosia, de twintigjarige student Filippo Nicosia, doodgeschoten in zijn auto. Justitie ging ervan uit dat een bepaalde clan vader Nicosia wou straffen omdat ze hem ervan verdachten mee te werken met de politie. Justitie ontkende dat Nicosia een spijtoptant was.